# Värings kyrka
Värings kyrka är en kyrkobyggnad som tillhör Värings församling i Skara stift. Den ligger i Väring i norra delen av Skövde kommun. 

## Kyrkobyggnaden
Dagens kyrka hade en medeltida föregångare på samma plats. Dess tornet hade samma längd och bredd som kyrkans skepp och korgaveln var rak. Den hade i senare tid även en klockstapel.
Nuvarande stenkyrka i sengustaviansk stil uppfördes åren 1811-1813 och invigdes 28 november 1813. Den är byggd i rundbågsstil med avrundat kor och sakristia söder om koret. Långhuset utökades 1841. Det låga tornets lanternin tillbyggdes 1859 efter ritningar av Johan Fredrik Åbom. En reparation av kyrkan gjordes cirka 1902. Det mesta av inredningen har tillkommit under 1900-talet, bland annat vid restaureringar 1914 och 1923.. 

## Inventarier
- Den romanska dopfunten av sandsten är från 1100-talet. Cuppan har uttömningshål och vilar på en fot som nytillverkades 1957.
- Predikstolen är tillverkad år 1900.
- En 17-armad ljuskrona av mässing blev skänkt till kyrkan av f.d. nämndeman Joh. Pettersson, Nygården, Väring, ca. 1902.[1]
- En altarrelief utförd av Harry Svensson tillkom 1980.

### Klockor
- Storklockan var av en senmedeltida typ utan inskrifter. Den såldes 1923 till Nordiska museet och hänger nu som lillklocka i tornet till Seglora kyrka på Skansen.[2]

### Orgel
- 1874 byggde E. A. Setterquist & Son, Örebro, en orgel med 10 stämmor och ljudfasad. Orgeln blev skänkt till Väring församling av f.d. nämndeman Joh. Petterssons i Nygården, Väring, andra fru.
- 1957 insatte A. Magnusson Orgelbyggeri AB, Göteborg, ett orgelverk med 19 stämmor fördelade på två manualer och pedal.[3] . Den förra orgelns ljudfasad används och ommålades och reparerades.

## Bilder

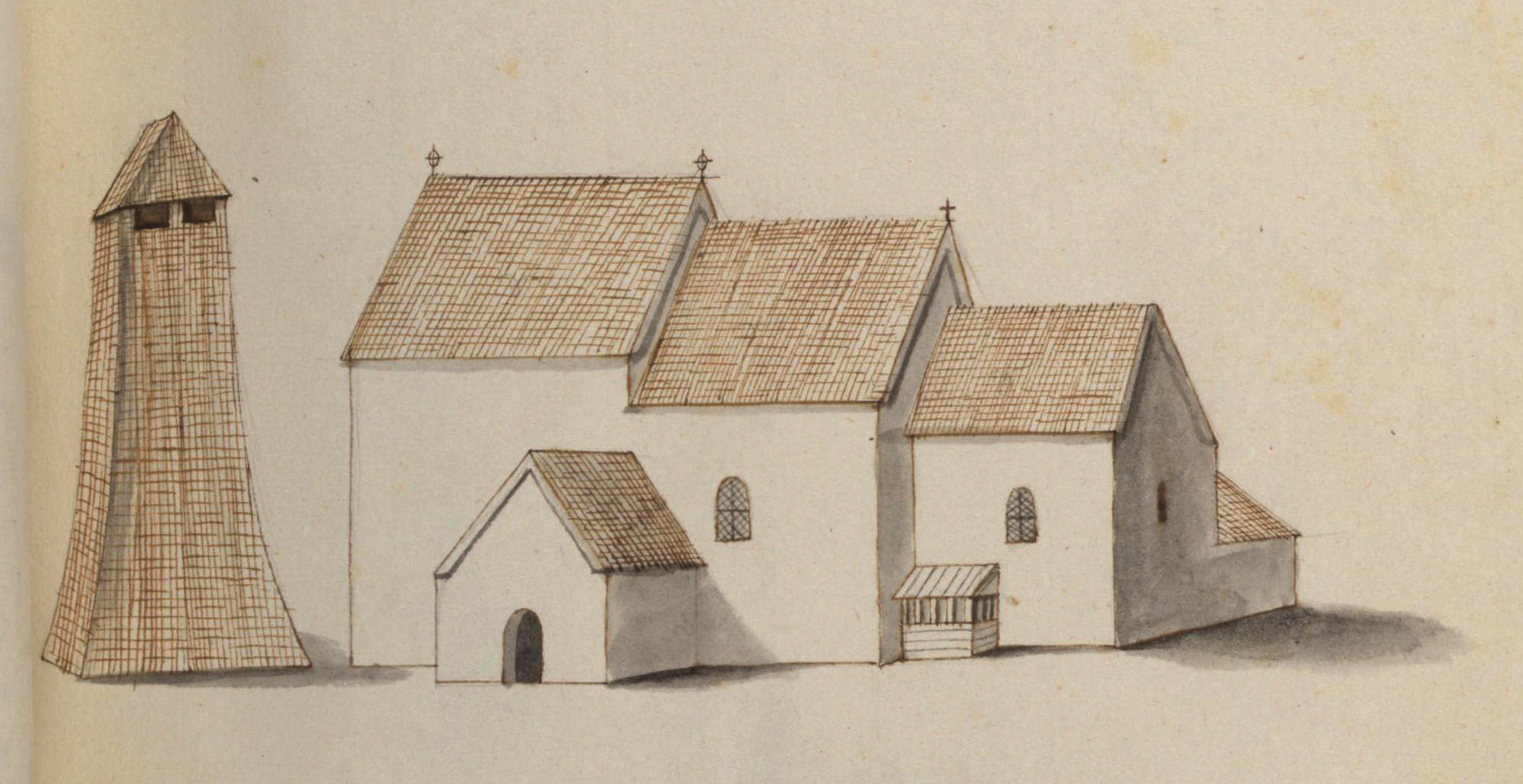
Den medeltida kyrkan på teckning omkring 1670.
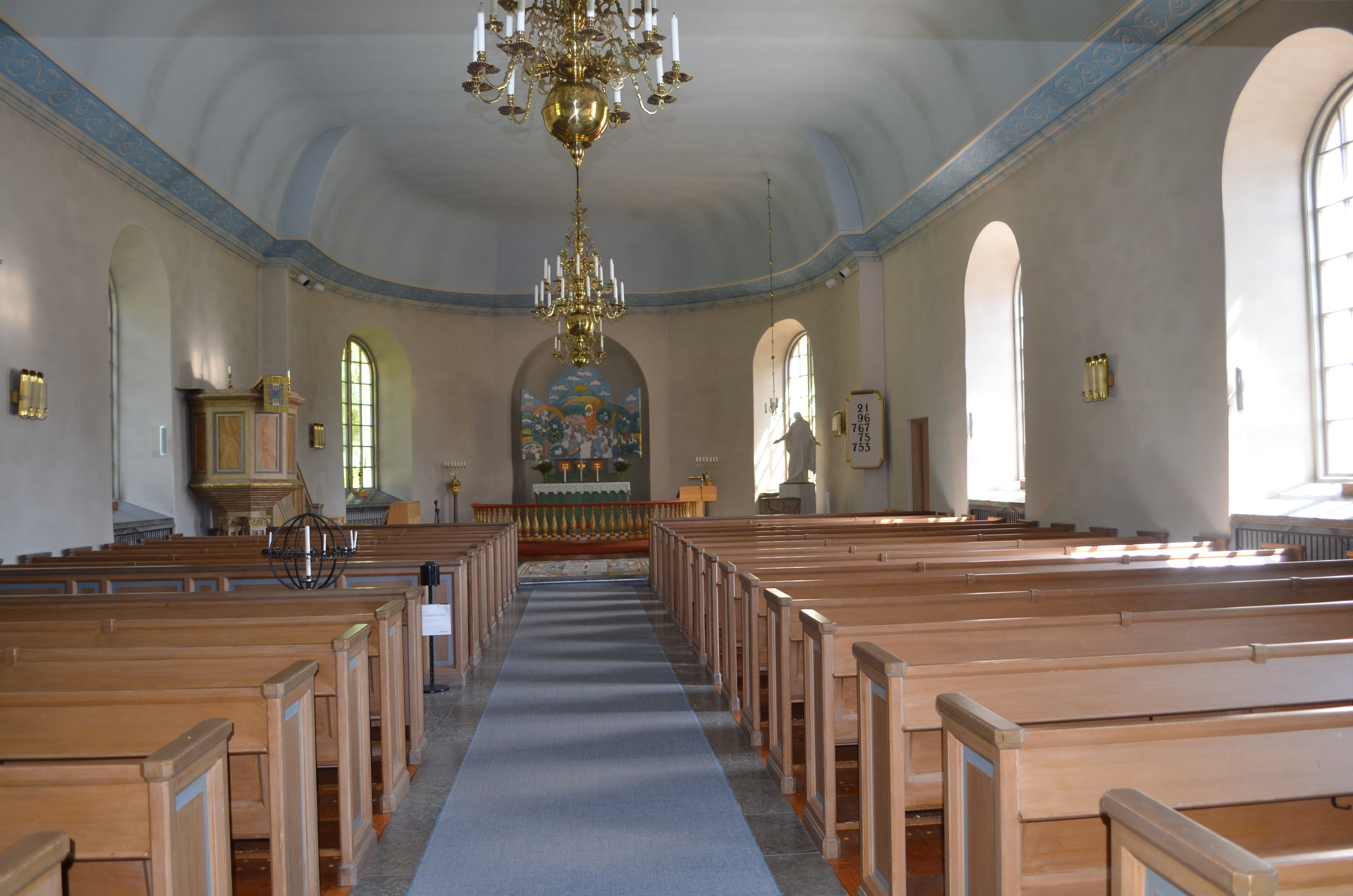
Interiör
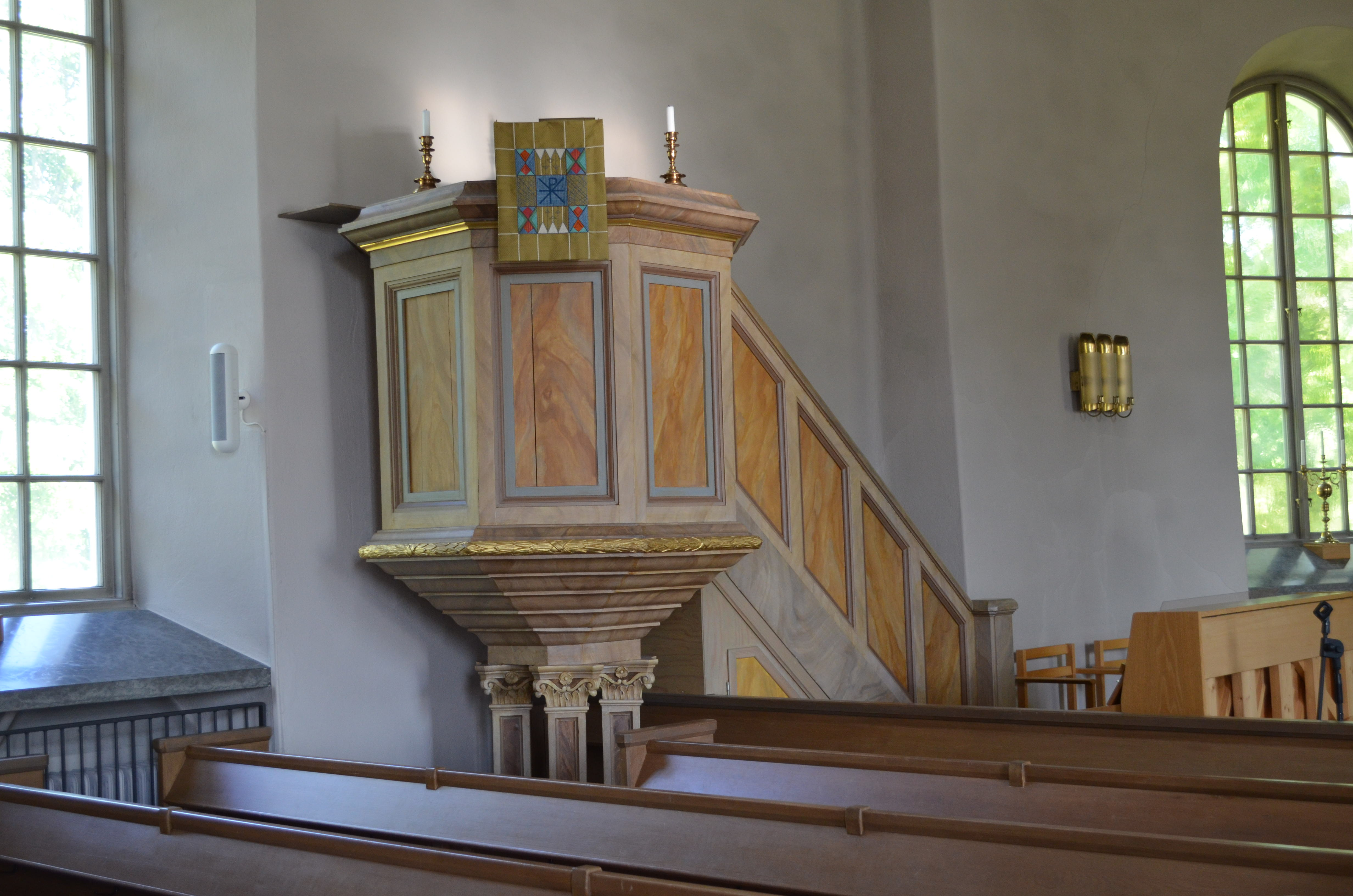
Predikstol
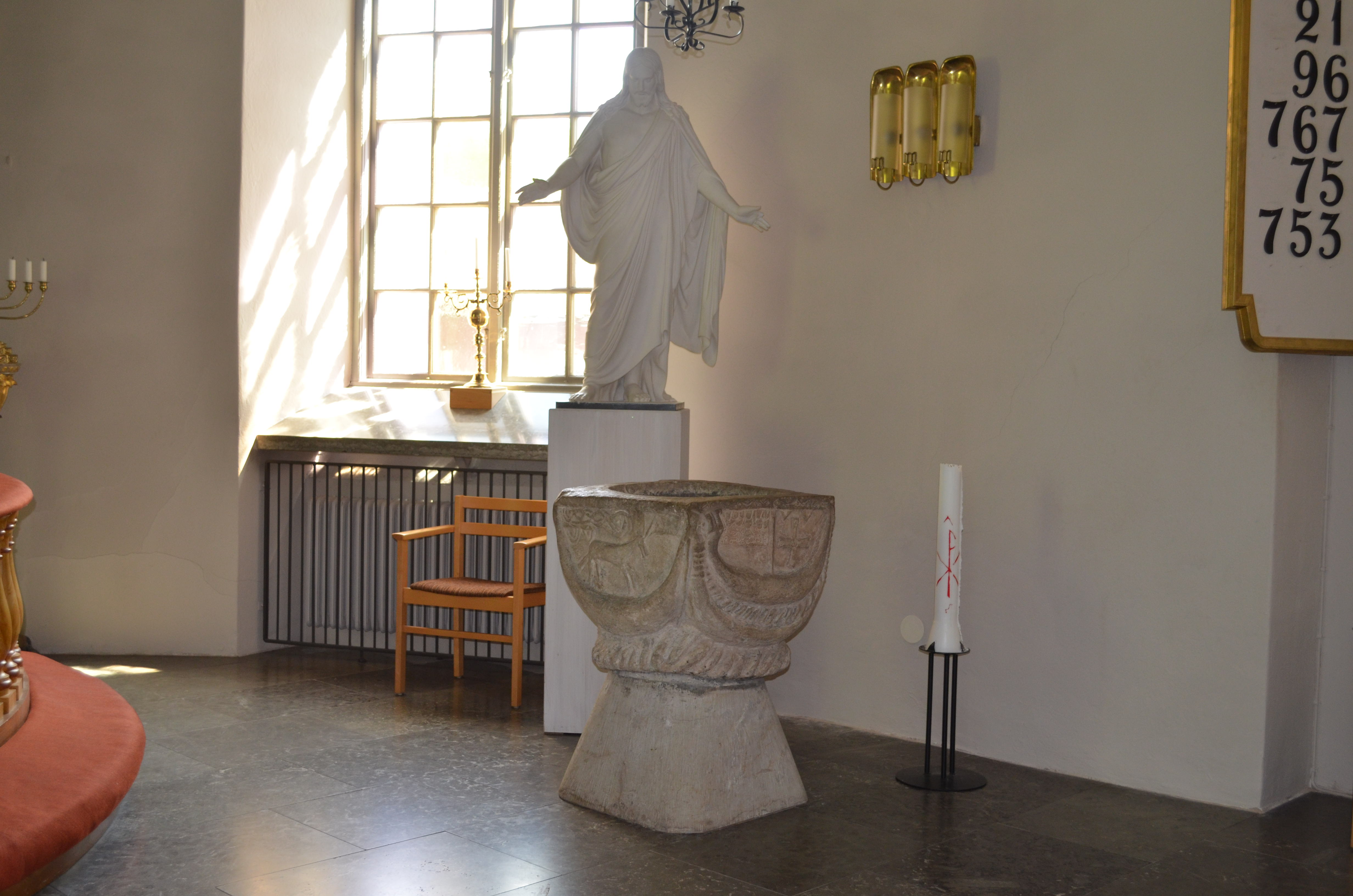
Dopfunt
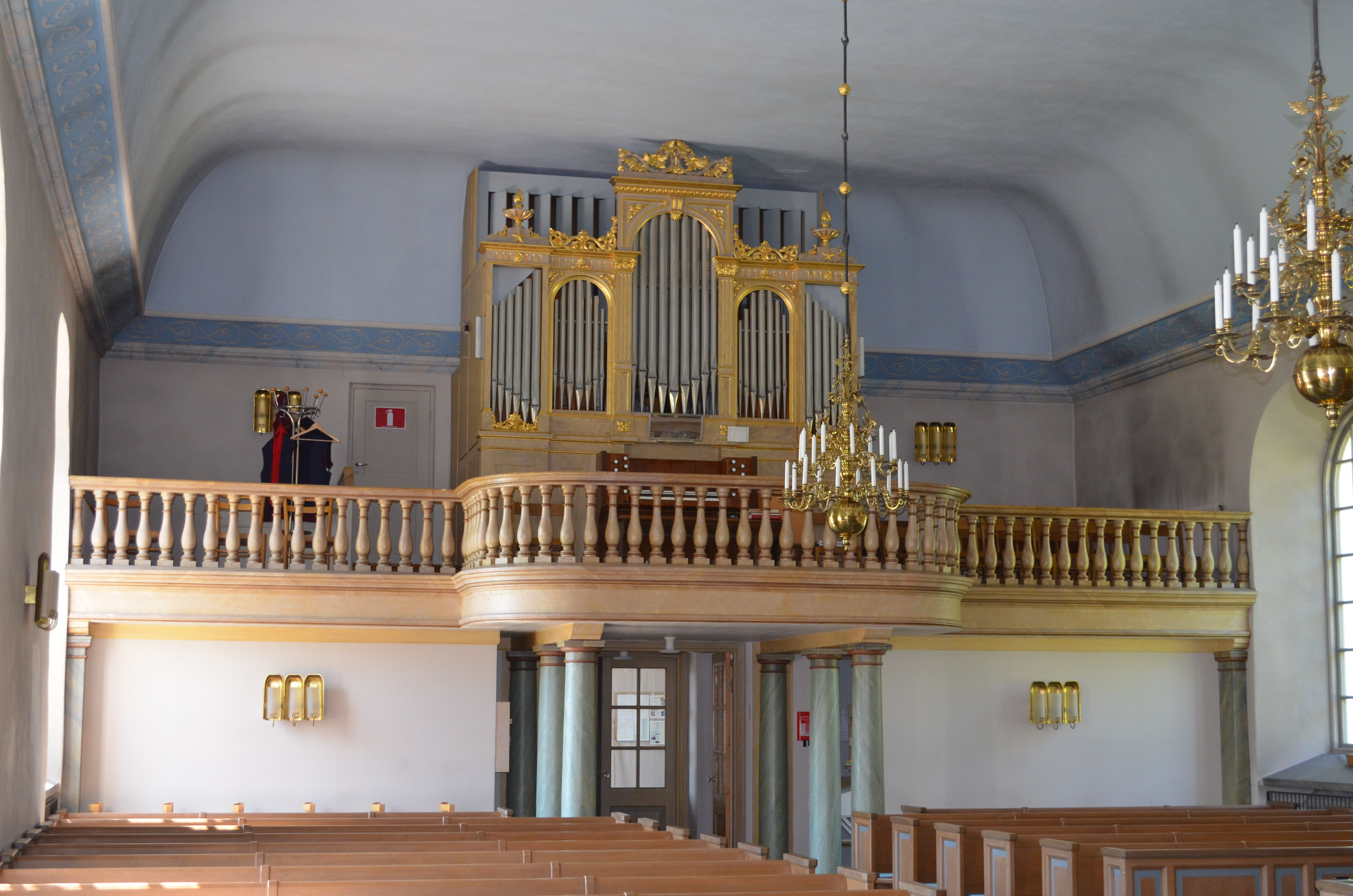
Orgelläktaren